# NGC 5666
NGC 5666 este o galaxie spirală situată în constelația Boarul. A fost descoperită în 9 mai 1825 de către John Herschel. Se află la o distanță de 31,27 de megaparseci de Pământ.